# Platges de Cubelles
Les platges de Cubelles són les platges que conformen el litoral marítim del municipi de Cubelles (Garraf), amb una longitud de 3,3 quilòmetres de platja sorrenca. Limiten al nord-est amb el torrent de Santa Maria, al límit del terme municipal de Vilanova i la Geltrú, que la separa de la platja del Prat de Vilanova, i al sud-oest amb la riera Mas d'en Pedro, al límit del terme municipal de Cunit (Baix Penedès), que la separa de les platges de Cunit. Les platges són abastides de sorra pel riu de Foix, a més dels torrents de Santa Maria, del Cementiri i el de Mas d'en Pedro.
El litoral està repartit en 4 platges (de ponent a llevant): la platja de les Gavines, la platja de les Salines, la platja de la Mota de Sant Pere i la platja Llarga de Cubelles. La platja de les Gavines i de les Salines presenten un cordó dunar més o menys extens protegit amb un abalisament, mentre que la Mota de Sant Pere presenta un cordó dunar molt més prim. La Platja llarga, en un entorn més urbà, no conserva espai dunar. Totes les platges compten amb servei de socors i a més, la platja Llarga i la de la Mota de Sant Pere disposen de serveis de dutxes. Les dues compten amb la distinció de qualitat amb el segell SICTED (Sistema Integral de Qualitat Turística en Destinació) i la platja Llarga també compta amb la Bandera Blava. Per altra banda, en les últimes dècades s'han instal·lat espigons exempts paral·lels a la línia de costa, per evitar l'erosió i la pèrdua de sorra de les platges del municipi. A més, la part de costa de davant de la central tèrmica (desmantellada) es veu interceptada per dics que conformaven el port de la central, actualment anomenat dàrsena de Cubelles. Al fons marí hi ha una praderia de posidònia densa i en bon estat.

## Platges
| Platja                         | Límits | Longitud | Foto |
| ------------------------------ | --- | -------- | ---- |
| Platja de les Gavines          | Entre la riera Mas d'en Pedro, al límit de terme de Cunit, i la dàrsena de Cubelles.                          | 250 m    |      |
| Platja de les Salines          | Entre la dàrsena de Cubelles i l'espigó a l'alçada del carrer Mars Mortes.                                    | 450 m    |      |
| Platja de la Mota de Sant Pere | Entre l'espigó a l'alçada del carrer Mars Mortes i la desembocadura del riu Foix.                             | 1.800 m  |      |
| Platja Llarga de Cubelles      | Entre la desembocadura del riu de Foix i el torrent de Santa Maria, al límit de terme de Vilanova i la Geltrú | 580 m    |      |